# Niedoń
Niedoń – wieś w Polsce, położona w województwie łódzkim, w powiecie sieradzkim, w gminie Błaszki.
| SIMC    | Nazwa     | Rodzaj    |
| ------- | --------- | --------- |
| 0698390 | Checwoda  | część wsi |
| 0698408 | Dworek    | część wsi |
| 0698414 | Emilianów | część wsi |
| 0698420 | Góry      | część wsi |
| 0698437 | Pogoń     | część wsi |
| 0698443 | Polesie   | część wsi |
| 0698450 | Wiercin   | część wsi |

22 lutego 1945 żołnierze niemieccy wycofujący się z frontu wschodniego rozstrzelali we wsi 12 osób cywilnych, w tym ośmiomiesięczne dziecko.
W latach 1975–1998 miejscowość administracyjnie należała do województwa sieradzkiego.
1 lipca 1983 roku Elżbieta Skowrońska-Katolik zginęła tu w wypadku samochodowym.